# Fabrizio Colica
Fabrizio Colica (Roma, 6 luglio 1991) è un attore e comico italiano.

## Carriera
Ha iniziato la carriera insieme al fratello Claudio nel duo comico Le Coliche, pubblicando sui social media brevi video su argomenti quotidiani, sulla cultura pop e sulla vita di Roma. I loro sketch sono diventati virali, cominciando a ottenere riconoscimenti anche oltre Roma. Nel 2013 ha fatto parte del cast della webserie Roles.
Nel 2015 ha ottenuto il suo primo ruolo da protagonista nel film Il nostro ultimo. In seguito, ha avuto ruoli secondari nei film Una questione privata dei fratelli Taviani nel 2017 e Brave ragazze di Michela Andreozzi nel 2019.
Nel 2018 partecipa con il fratello Claudio al reality show di Rai 2 Pechino Express; dopo l'infortunio del fratello, continua la competizione in coppia con Tommy Kuti, classificandosi infine al secondo posto. Nel 2021 pubblica col fratello il suo primo libro autobiografico, Come il mal di pancia, con illustrazioni del fumettista Giacomo Bevilacqua.
Nel 2024, Colica ha recitato nel film originale Amazon Pensati sexy e in Flaminia, film d'esordio alla regia di Michela Giraud.

## Vita privata
Nel 2019, nel giorno del suo compleanno, Colica ha fatto coming out annunciando di avere una relazione con Giacomo Visconti. Si sono sposati il 10 luglio 2021.

## Filmografia

### Cinema
- Il nostro ultimo, regia di Ludovico Di Martino (2015)
- Una questione privata, regia di Paolo e Vittorio Taviani (2017)
- La profezia dell'armadillo, regia di Emanuele Scaringi (2018)
- Brave ragazze, regia di Michela Andreozzi (2019)
- Pensati sexy, regia di Michela Andreozzi (2024)
- Flaminia, regia di Michela Giraud (2024)

### Televisione
- Roles - web serie (2013)
- Maxi - Il grande processo alla mafia - miniserie TV (2018)
- So Wine So Food - L'uomo delle stelle - miniserie TV, 5 episodi (2022)

## Libri
- Claudio e Fabrizio Colica, Come il mal di pancia. La storia vera di due fratelli per sbaglio, Mondadori Electa, 2021.

## Riferimenti
1. ↑   Le #Coliche, su rai.it. URL consultato il 16 luglio 2025 (archiviato dall'url originale il 23 settembre 2018).
2. ↑   Max Pucciarello, Le Coliche: «Roma? La amiamo, ma a volte è una gran rottura di sanpietrini...», Corriere della Sera, 15 giugno 2018. URL consultato il 16 luglio 2025.
3. ↑   Giusy Dente, Le Coliche, i fratelli Claudio e Fabrizio si raccontano: “Non siamo solo ignoranza”, su Fanpage.it, 25 giugno 2021. URL consultato il 16 luglio 2025.
4. ↑   Claudia Casiraghi, Le Coliche, la nostra video intervista (semiseria) ai fratelli del web, su vanityfair.it, 27 maggio 2021. URL consultato il 16 luglio 2025.
5. ↑   LUDOVICO DI MARTINO: DALLA WEB SERIES “ROLES” AL CORTO “INVISIBILE”, su ciakmagazine.it, 8 maggio 2015. URL consultato il 16 luglio 2025.
6. ↑   NUOVO CINEMA WEB: “IL NOSTRO ULTIMO”, su ciakmagazine.it, 6 novembre 2015. URL consultato il 16 luglio 2025.
7. ↑   Brave Ragazze, il cast del film con Michela Andreozzi e Ambra Angiolini, Sky TG24, 22 marzo 2023. URL consultato il 16 luglio 2025.
8. ↑   Antonella Silvestri, Chi sono Le Coliche: Claudio e Fabrizio Colica, concorrenti di «Pechino Express 7», su sorrisi.com, 20 giugno 2018. URL consultato il 16 luglio 2025.
9. ↑   Lorenzo Di Palma, «Pechino Express 7»: due infortuni nella prima puntata, su sorrisi.com, 21 settembre 2018. URL consultato il 16 luglio 2025.
10. ↑   Giuseppe Cucinotta, Le Coliche, «fratelli per sbaglio» e il racconto che li lega: «Come il mal di pancia», Corriere della Sera, 18 maggio 2021. URL consultato il 16 luglio 2025.
11. ↑   Le Coliche, comici fratelli diversi in un libro, sul web e in tv, su fsnews.it, 16 giugno 2021. URL consultato il 16 luglio 2025.
12. ↑   Flaminia: ecco il trailer del debutto alla regia di Michela Giraud, 11 marzo 2024. URL consultato il 16 luglio 2025.
13. ↑   Francesca Galici, Fabrizio Colica fa coming out: "Amo un uomo, un'anima bella", il Giornale, 9 luglio 2019. URL consultato il 16 luglio 2025.
14. ↑   Claudia Casiraghi, Le Coliche, Fabrizio Colica ha sposato Giacomo Visconti, su vanityfair.it, 12 luglio 2021. URL consultato il 16 luglio 2025.
15. ↑   Valentina Lupia, Nozze in casa Coliche, Fabrizio sposa il suo compagno, la Repubblica, 12 luglio 2021. URL consultato il 16 luglio 2025.